# Montjoie-Saint-Martin
Montjoie-Saint-Martin é uma comuna francesa na região administrativa da Normandia, no departamento Mancha. Estende-se por uma área de 7,44 km². Em 2010 a comuna tinha 241 habitantes (densidade: 32,4 hab./km²).